# Mowses (ormiański patriarcha Jerozolimy)
Mowses (ur. ?, zm. ?) – w latach 1109–1133 12. ormiański Patriarcha Jerozolimy.